# Emilia Roosmann
Emilia Roosmann, född Siri Anna Emilia Ekstam 19 mars 1987 i Stockholm, är en svensk-norsk skådespelare. Hon är dotter till skådespelaren Magnus Roosmann.
Roosmann har studerat vid Skara Skolscen i Skara och avlade examen från Stockholms konstnärliga högskola 2019. Därefter flyttade hon till Bergen för att jobba under Stefan Larssons ledning på Den Nationale Scene. På film och tv har hon medverkat i Maskineriet (2019) och i Knutby (2021).
Hon har även varit verksam vid TP-teatern i Göteborg och på Folkteatern.

## Filmografi (i urval)
- 2018 – Dimmiga dar
- 2019 – Fartblinda (TV-serie)
- 2020–2022 – Maskineriet (TV-serie)
- 2021–2024 – Knutby (TV-serie)
- 2022–2023 – Labyrint: Monstrets hjärta (TV-serie)
- 2023 – En helt vanlig familj (TV-serie)
- 2025 – Vi dör i natt